# ألكسندر بويد
ألكسندر بويد (بالإنجليزية: Alexander Boyd)‏ هو محامي أمريكي، ولد في 1834، وتوفي في 31 مارس 1870.